# Софі Монк
Софі Чарлін Акланд Монк (англ. Sophie Charlene Akland Monk; *14 грудня 1979) — австралійська поп-співачка, акторка і модель. Учасниця жіночого поп-гурту Bardot, пізніше почала сольну кар'єру з випуску альбому Calendar Girl. Знялась у таких фільмах, як Date Movie, Click, і Sex and Death 101.

## Біографія
Софі Монк народилася в Англії, але її батьки переїхали в Голд-Кості в Австралії. Вона розпочала свою музичну кар'єру у 1999 році, відгукнувшись на рекламу, яка запрошувала дівчаток з вокальним і танцювальним досвідом. Реклама була для австралійського телесеріалу, Popstars, телешоу талантів, спрямованого на створення нових успішних дівочих гуртів. Після численних турів піснями і танцями Монк була обрана до гурту, який був названий Bardot. Незабаром після розколу в Bardot Монк почала працювати над сольною кар'єрою, що призвело виходу її першого синглу Inside Outside у жовтні 2002 року, а потім і до першого сольного альбому Calendar Girl у травні 2003.
Попри те, що більшість її ролей були невеликимм, Софі Монк затвердила себе в Голлівуді. У лютому 2006 року вона вперше знялася в ролі Енді у пародійній комедії Date Movie. Зйомки проходили в Лос-Анджелесі, Каліфорнія, наприкінці 2005 року. В червні 2006 знялася в комедії Click в ролі Стейсі. У 2007 році вона отримала невелику роль Синтії Роуз в чорній комедії Sex and Death 101.